# Studio Comet
Studio Comet (株式会社スタジオコメット,?, Kabushiki Kaisha Sutajio Kometto) è uno studio di animazione giapponese con sede a Tokyo, in Giappone, fondato il 21 gennaio 1986.

## Staff noto
- Hiroshi Kanazawa (direttore dell'animazione, character design)
- Kazuo Harada (produttore dell'animazione, direttore effetti audio-visivi)

## Produzioni
- Art of Fighting
- Battle Fighters Garō Densetsu
- Bem il mostro umano (Remake 2006)
- Bikkuriman 2000
- Bowwow Celebrity Poodle Let's Go! Tetsunoshin
- Binan kōkō Chikyū bōei-bu Love!
- Capeta
- Captain Tsubasa J
- Chō Hatsumei Boy Kanipan
- Dragon Quest: Yūsha Abel densetsu
- Dream Team (Whistle!)
- Dr. Rin ni Kiitemite!
- Hatsumei Boy Kanipan
- Highschool! Kimen-gumi
- High School Mystery Gakuen Nana Fushigi
- Initial D
- Jewelpet
- Kero Kero Chiamu
- Maboroshi Mabo-chan
- The Marshmallow Times
- Meimo
- My Melody
- Peach Girl
- Reborn to Master the Blade: From Hero-King to Extraordinary Squire
- RobiHachi
- Samurai Shodown
- School Rumble
- School Rumble: Second Term
- Shin Megami Tensei Devil Children
- Shōta no Sushi
- Suzuka
- Tsuide ni Tonchinkan
- Tsuyoshi Shikkari Shinasai
- Shiro Buta Kizoku desu ga Zense no Kioku ga Haeta node Hiyoko na Otōto Sodatemasu